# 프루멘티

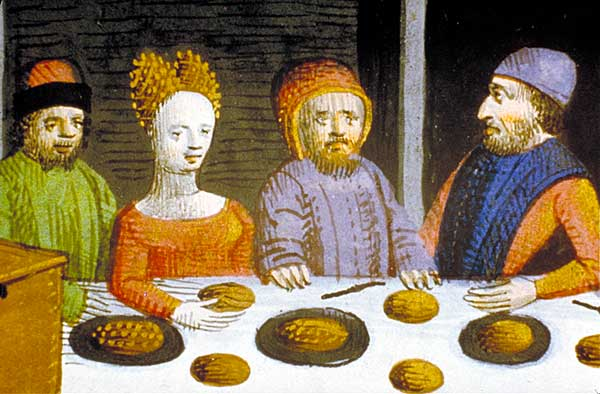

프루멘티(Frumenty)는 중세 서유럽에서 대중적이였던 요리의 일종이다. 프루멘티는 우유가 든 젤리 형태의 음식으로, 껍질을 벗긴 밀을 뜨거운 물에 담가 24시간 불렸다가 만든다.프루멘티의 어원은 라틴어 frumentum(곡식)라는 단어에서 유래하였다. 중세시대에 프루멘티는 과일과 럼주와 함께 대접되었으며 사순절에는 생선과 함께 먹기도 하였다. 프루멘티는 영국에서 가장 오래된 전통음식중 하나이다.

## 만드는 법
만드는 법은 다음과 같다.
1. 통밀을 물에 데친다.
2. 물에 데친 통밀을 갈아서 우유나 아몬드유에 넣고 끓인다.
3. 적당히 끓으면 취향에 따라 꿀, 시나몬, 달걀 노른자 등을 넣고 한번 더 끓인다.
4. 잘 섞어준 다음 먹는다.

## 같이 보기
- 타르하나